# Fosse no 6 bis - 6 ter des mines de Marles
La fosse no 6 bis - 6 ter de la Compagnie des mines de Marles est un ancien charbonnage du Bassin minier du Nord-Pas-de-Calais, situé à Calonne-Ricouart. Le puits no 6 est commencé en juillet 1908 peu avant la mise en service de la fosse no 6 et à 500 mètres au nord-nord-est de celle-ci. L'extraction commence en 1912. Huit ans plus tard, le puits no 6 ter est commencé sur le même carreau cent mètres au nord et commence à produire en 1924. De vastes cités sont construites près de la fosse, ainsi que des écoles et une chapelle. La fosse est située le long de la ligne de Fives à Abbeville.
La Compagnie des mines de Marles est nationalisée en 1946, et intègre le Groupe d'Auchel. Les puits sont approfondis en 1960, et la fosse est concentrée avec son puits d'aérage no 6 sur la fosse no 2 - 2 bis en 1961. La fosse cesse alors d'extraire, le puits no 6 est remblayé en 1966, le puits no 6 ter est en revanche conservé pour le retour d'air, et ferme en même temps que la concentration en 1974. Il est remblayé la même année.
Le terril conique no 15, 6 d'Auchel, alors en cours d'exploitation, explose le 26 août 1975, vers une heure du matin et cause la mort de six personnes dans les cités, ainsi que d'importantes destructions. À la fin du XXe siècle, la chapelle est détruite, ainsi que les cités comprises entre le terril no 15 et la concentration et les terrils de la fosse no 2 bis - 2 ter. Au début du XXIe siècle, Charbonnages de France matérialise les têtes des puits nos 6 bis et 6 ter. Le carreau de fosse est devenu un centre équestre. Dans les années 2010, une partie des cités est détruite, et l'exploitation du terril se termine.

## La fosse
Alors que la fosse no 6 commence à peine à fonctionner en 1908, la Compagnie des mines de Marles ouvre à Calonne-Ricouart un puits no 6 bis à 500 mètres au nord-nord-est, sur un carreau distinct.

### Fonçage
Le puits no 6 bis est commencé en 1907 ou 1908,. Le niveau de la nappe phréatique a été franchi par le procédé de congélation des terrains. Le terrain houiller est atteint à la profondeur de cent mètres. Le puits a un diamètre utile de 5,50 mètres. La fosse est située le long de la ligne de Fives à Abbeville.

### Exploitation
Le puits no 6 bis commence à extraire en 1912. Le puits no 6 ter est commencé en 1920, à 102 mètres au nord du puits no 6 bis. Le terrain houiller est atteint à la profondeur de 99 mètres. Le puits no 6 ter en fonçage atteint la profondeur de 125,75 mètres en 1922, et 325,80 mètres en 1923, et commence à extraire en 1924, son diamètre est de 5,40 mètres. Il est approfondi à 451 mètres en 1930.
La Compagnie des mines de Marles est nationalisée en 1946, et intègre le Groupe d'Auchel. Les puits sont approfondis en 1960 : le puits no 6 bis l'est à 507 mètres, et le puits no 6 ter est doté de nouveaux accrochages à 365, 435 et 607 mètres. En 1961, la fosse no 6 bis - 6 ter et son puits d'aérage sont concentrés sur la fosse no 2 - 2 bis, et cesse d'extraire. Elle assure le service et l'aérage. Les puits nos 6 et 6 bis, respectivement profonds de 461 et 528 mètres, sont remblayés en 1966. Le puits le plus récent, le 6 ter, est conservé pour le retour d'air de la concentration jusqu'à son arrêt survenu en 1974. Ses 818 mètres sont remblayés la même année. L'ensemble des installations est détruit.

### Reconversion
Au début du XXIe siècle, Charbonnages de France matérialise les têtes des puits nos 6 bis - 6 ter. Le BRGM y effectue des inspections chaque année. Le carreau de fosse a été reconverti en centre équestre.

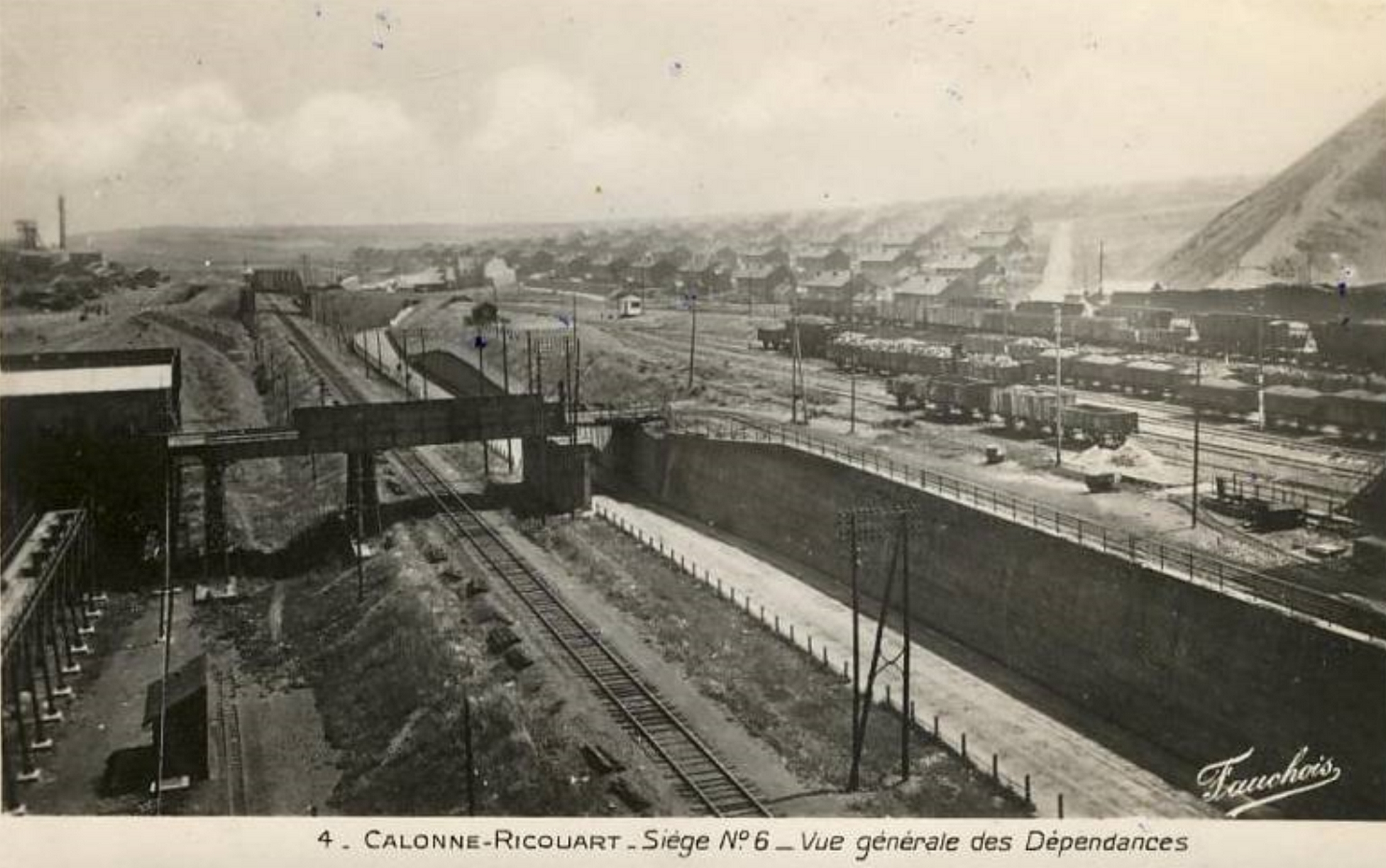
La partie orientale du carreau de fosse[note 2].
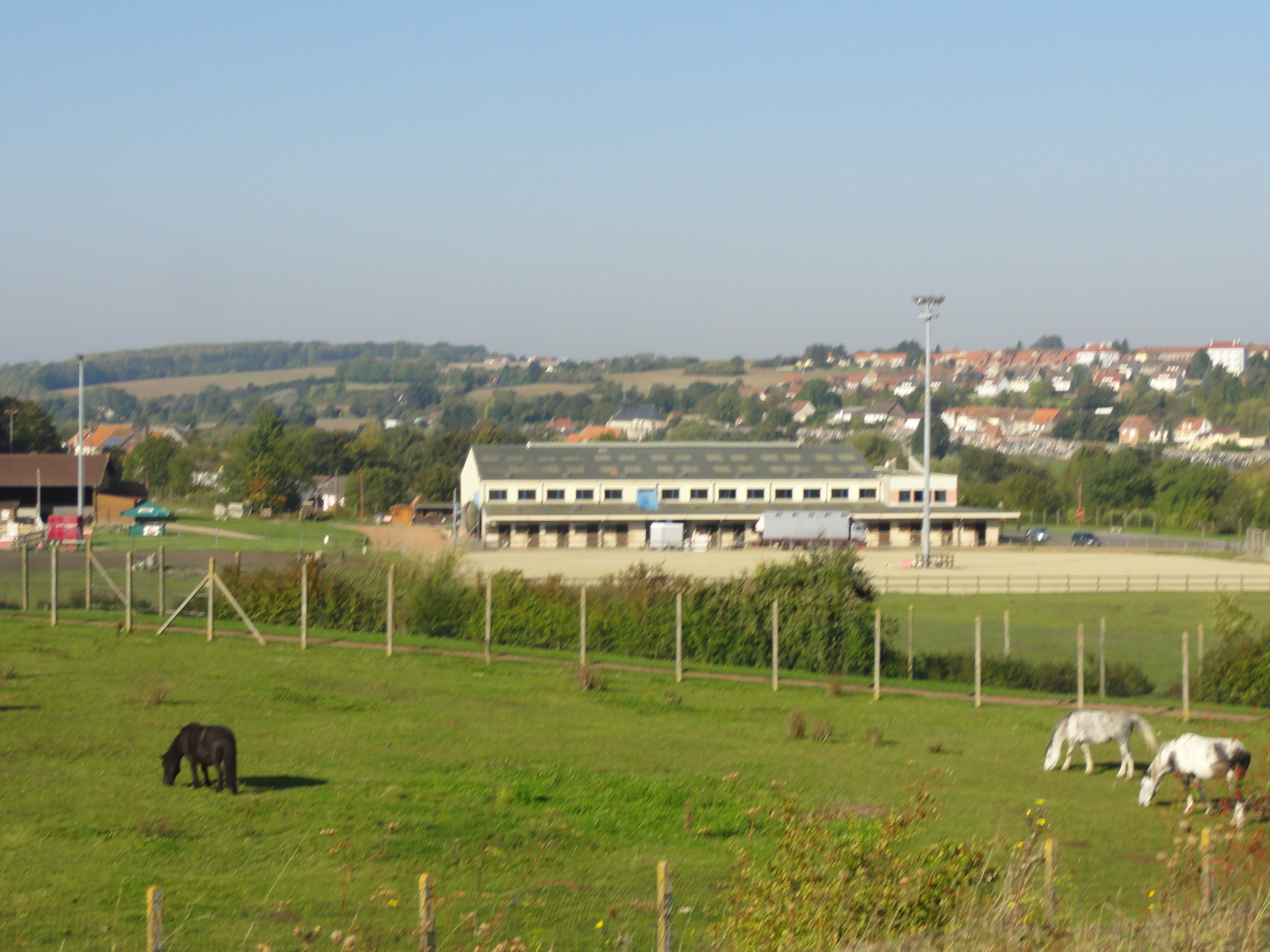
Vue vers le carreau de fosse.
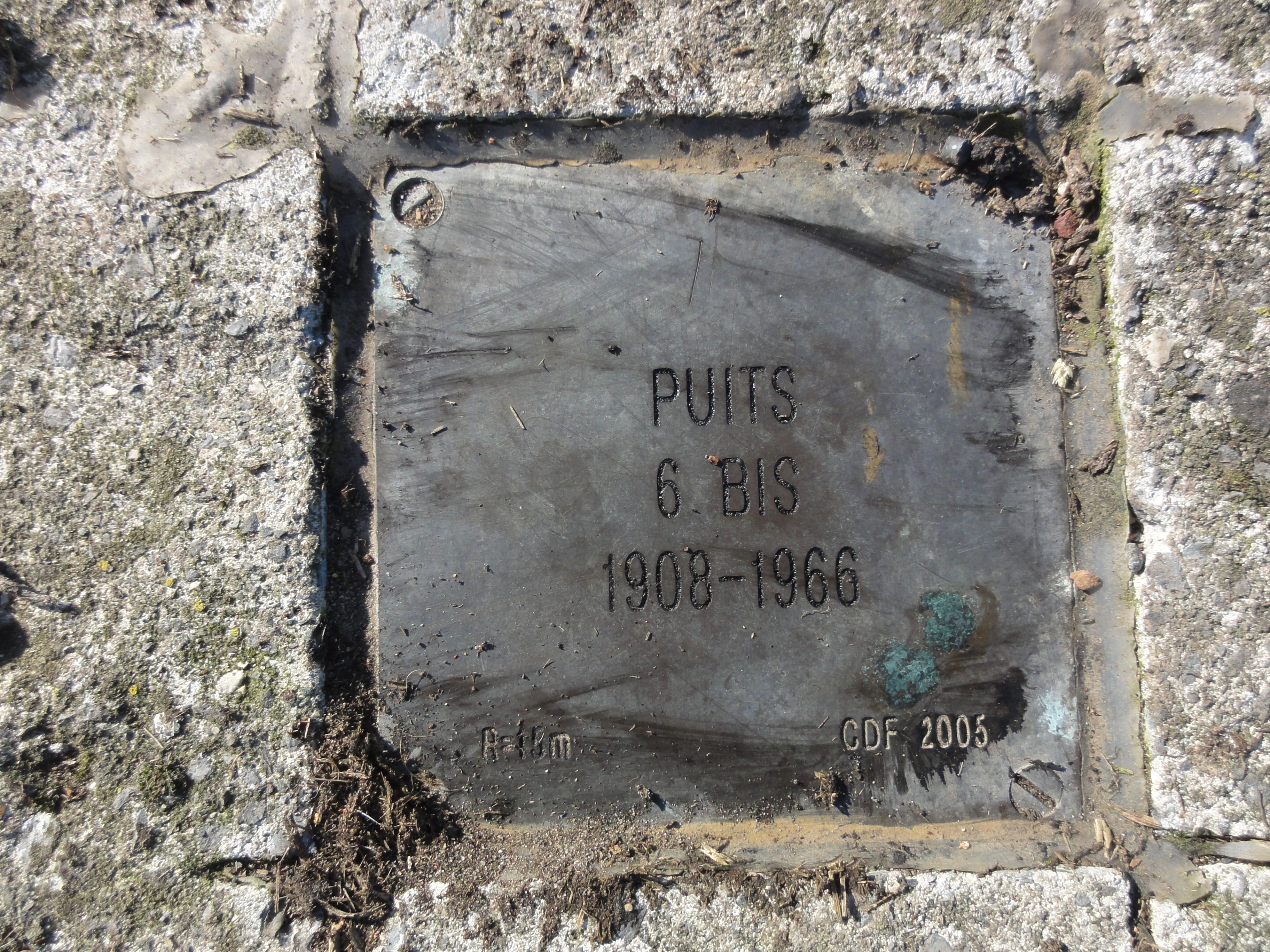
Puits no 6 bis, 1908 - 1966.
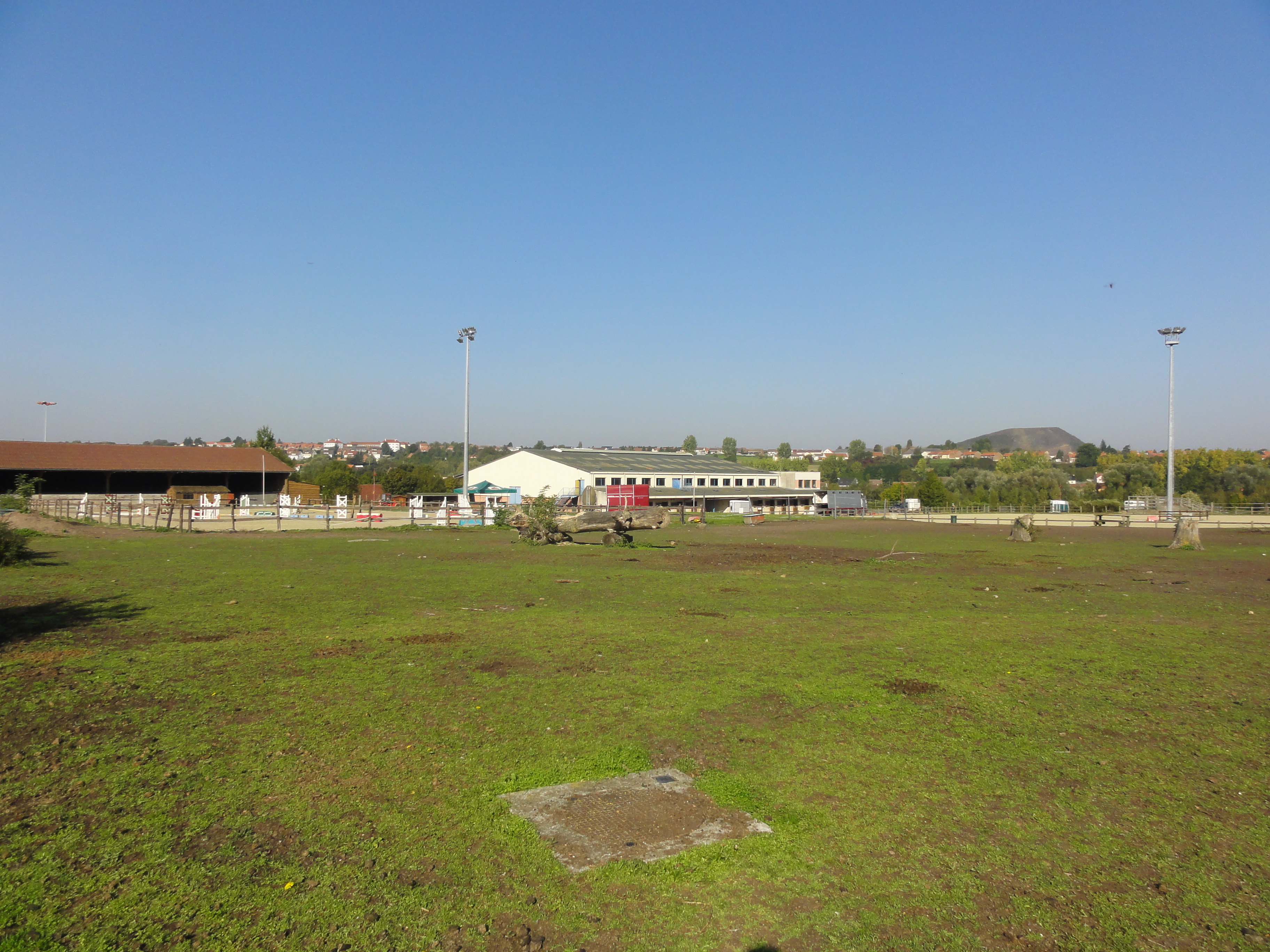
La tête de puits matérialisée no 6 bis.
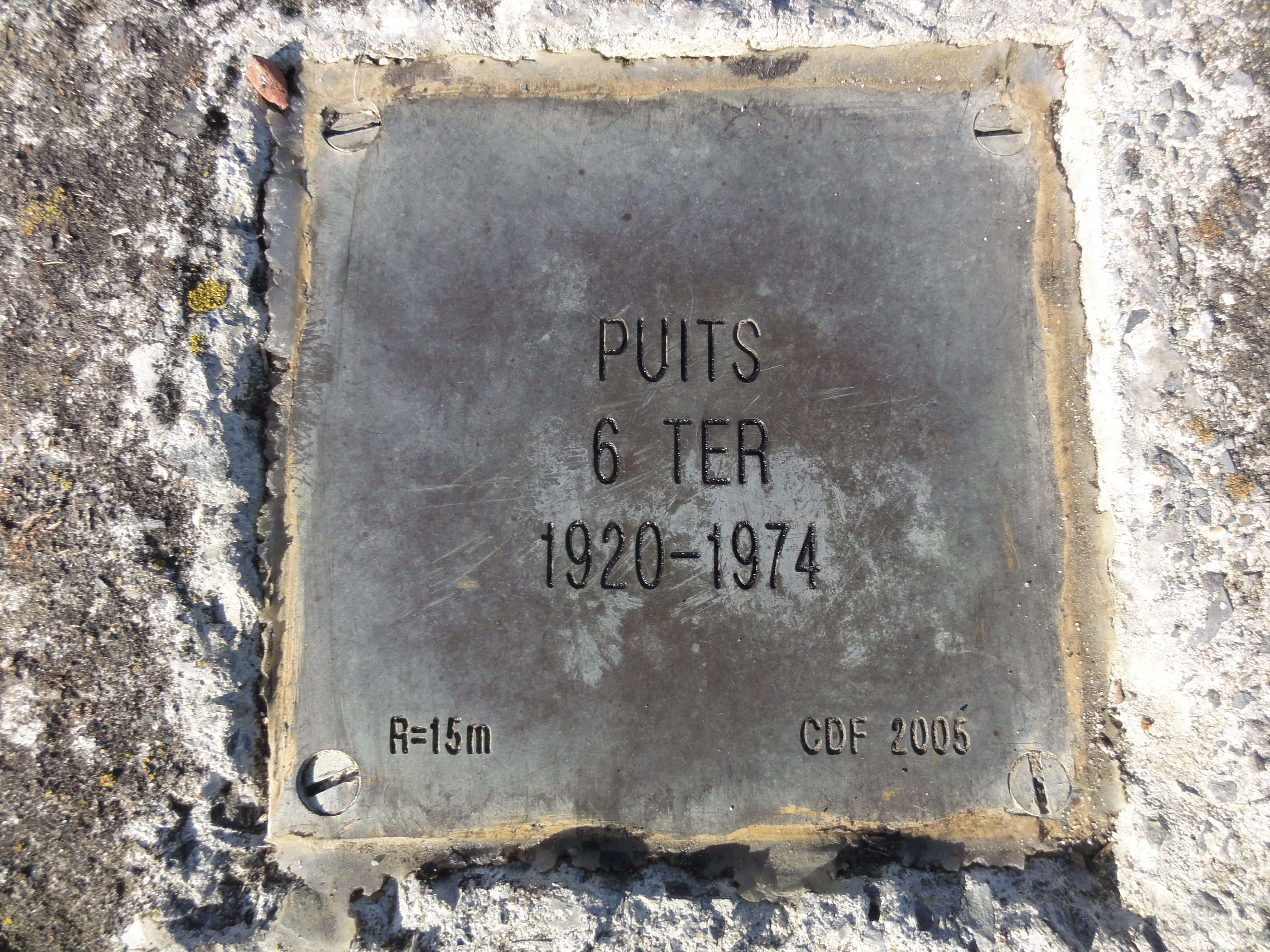
Puits no 6 ter, 1920 - 1974.
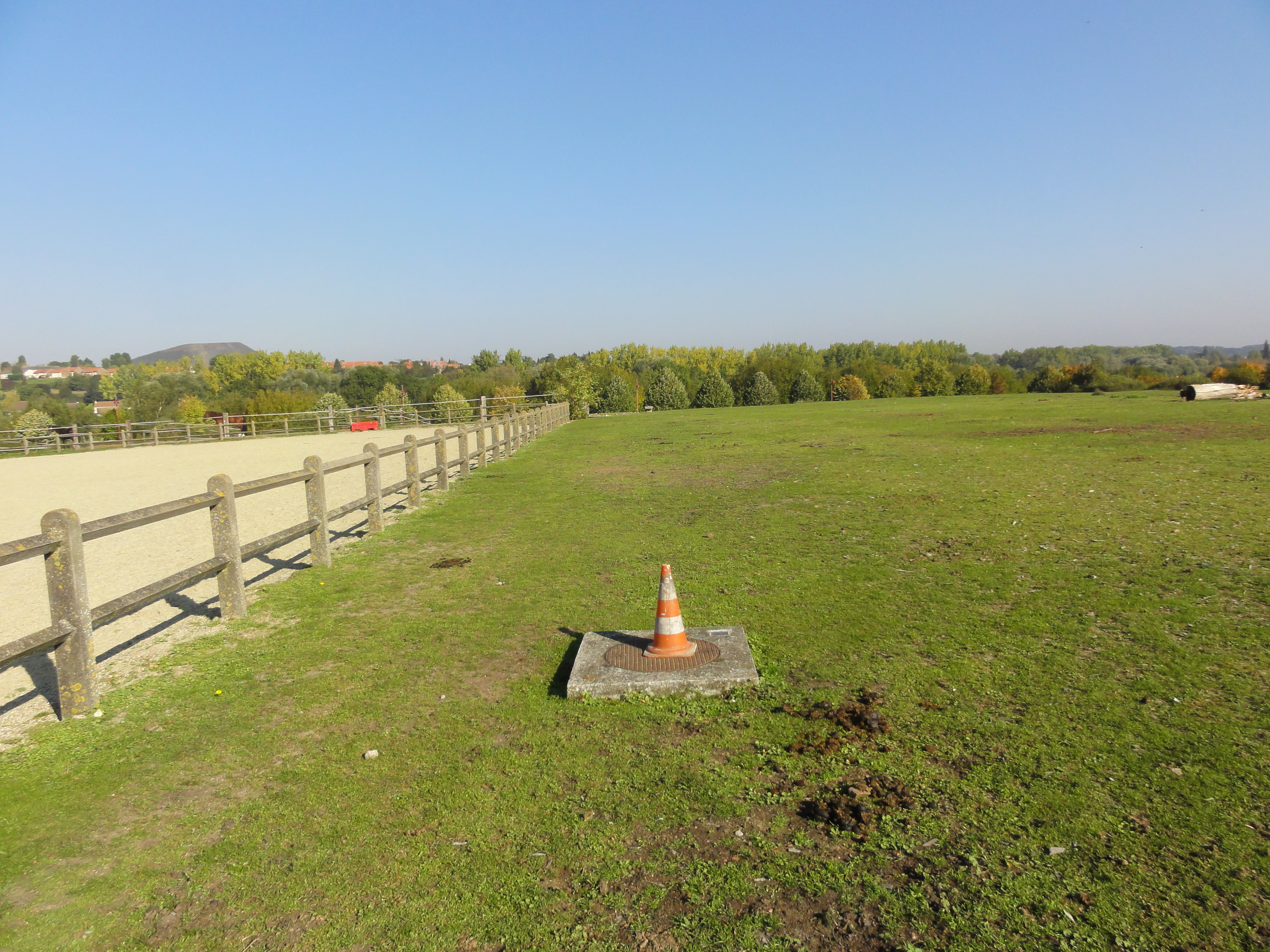
La tête de puits matérialisée no 6 ter.

## Le terril
50° 29′ 19″ N, 2° 30′ 04″ E
L'exploitation de la fosse no 6 bis - 6 ter a entraîné l'édification du terril conique no 15, 6 d'Auchel. Le mardi 26 août 1975, vers une heure du matin, le terril no 15, en cours d'exploitation, explose et propulse 11 000 m3 de schistes et de cendres brûlantes sur des habitations des cités aujourd'hui détruites. Un bulldozer s'est retrouvé propulsé dans un jardin situé à 250 mètres du terril. Six habitations ont péri, certains corps étaient carbonisés. L'exploitation du terril se poursuit jusque dans les années 2010, où il n'en subsiste plus que la base, alors qu'il était à l'origine haut de 92 mètres.

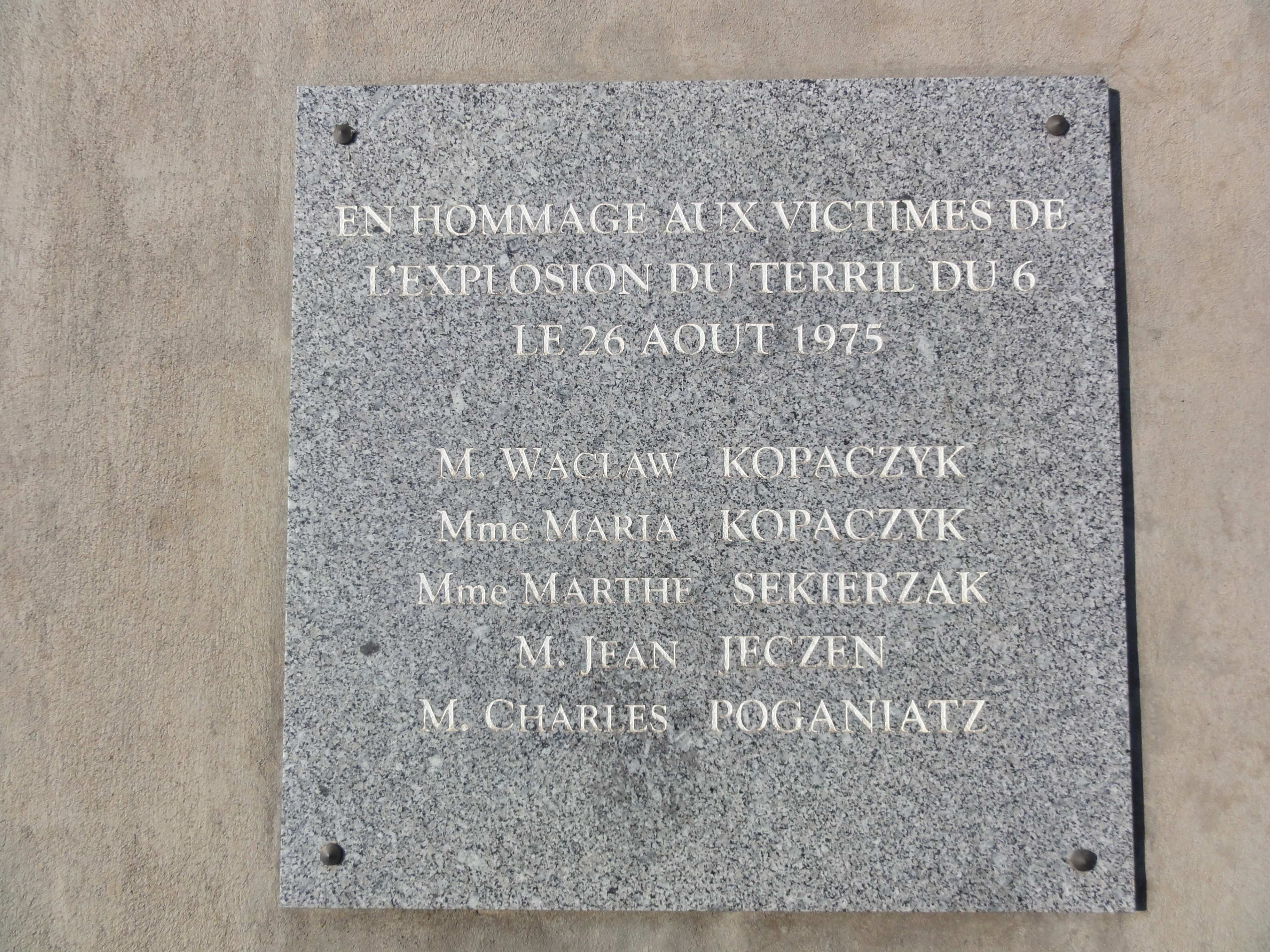
Plaque en hommage aux victimes de l'explosion du terril.
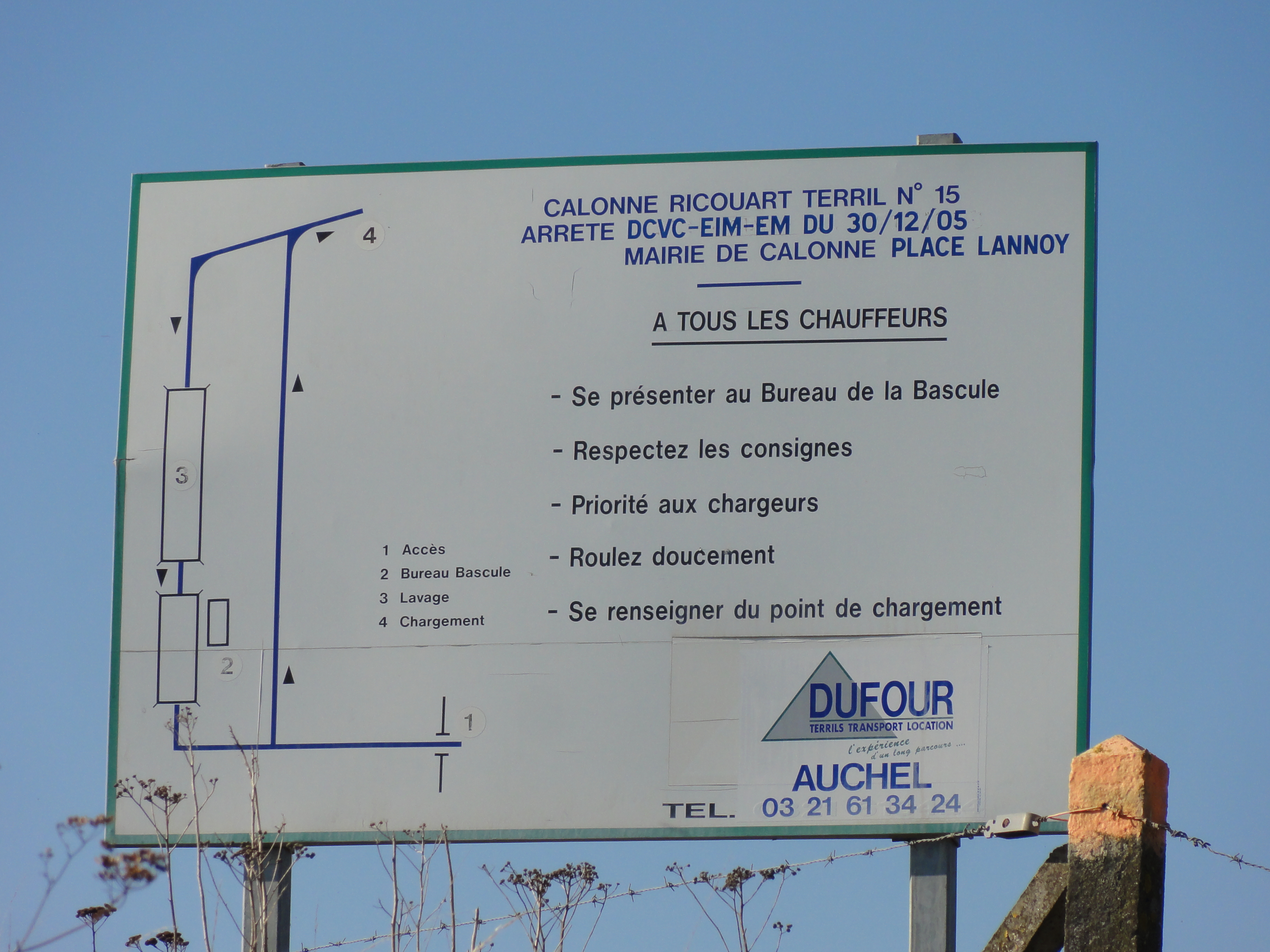
Panneau de l'exploitant.
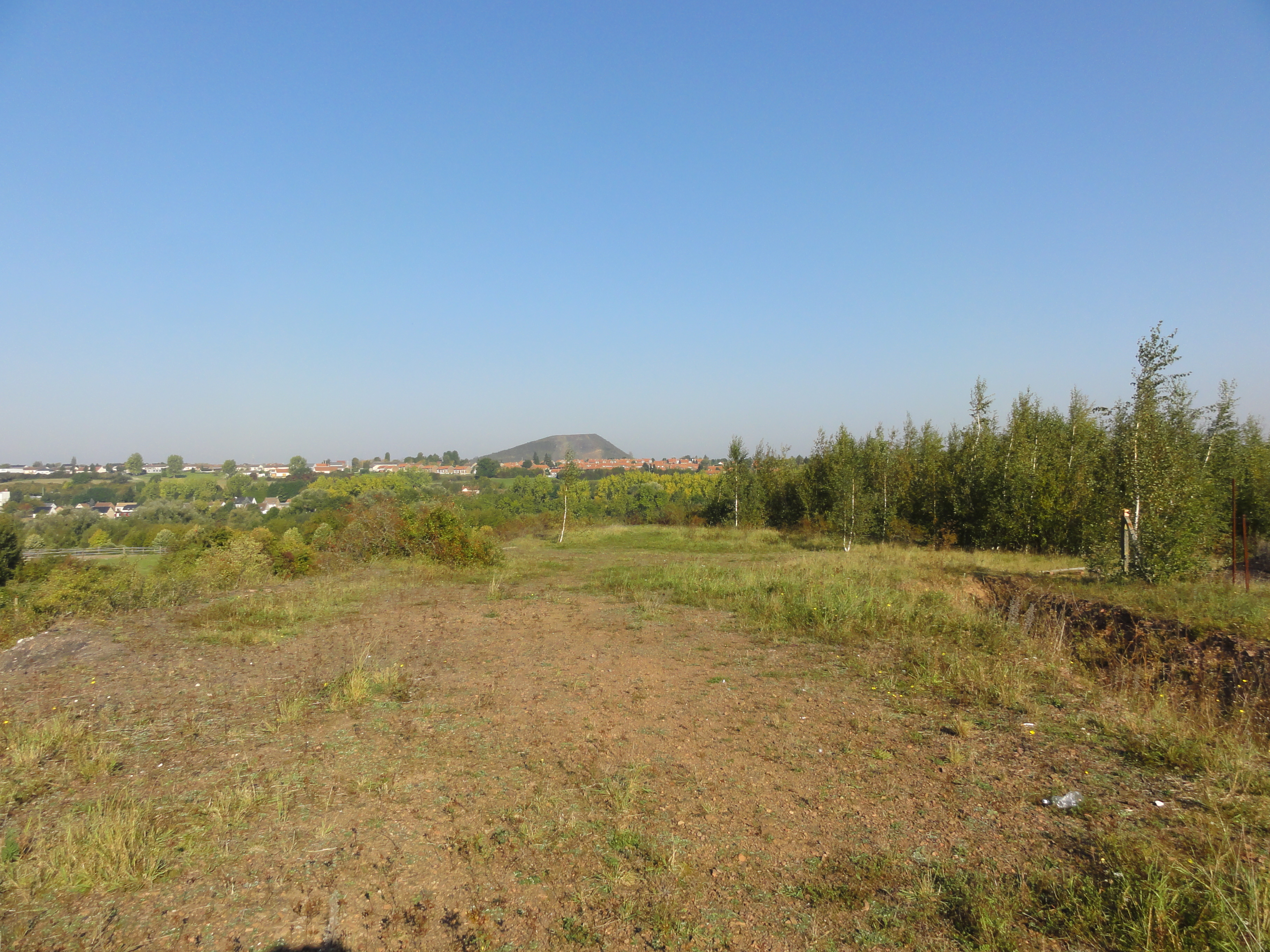
Une partie anciennement exploitée et renaturée du terril.
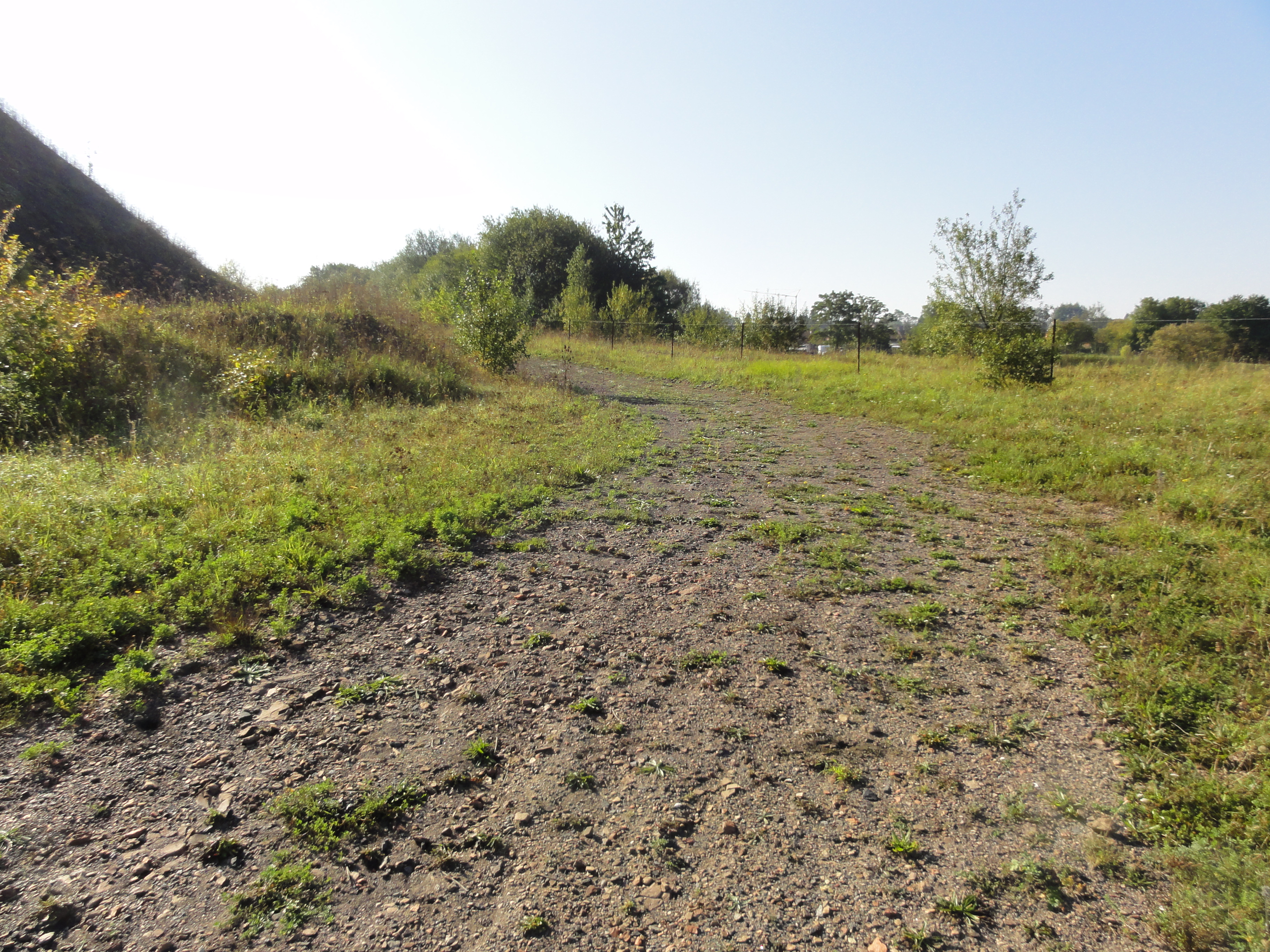
Un ancien chemin.
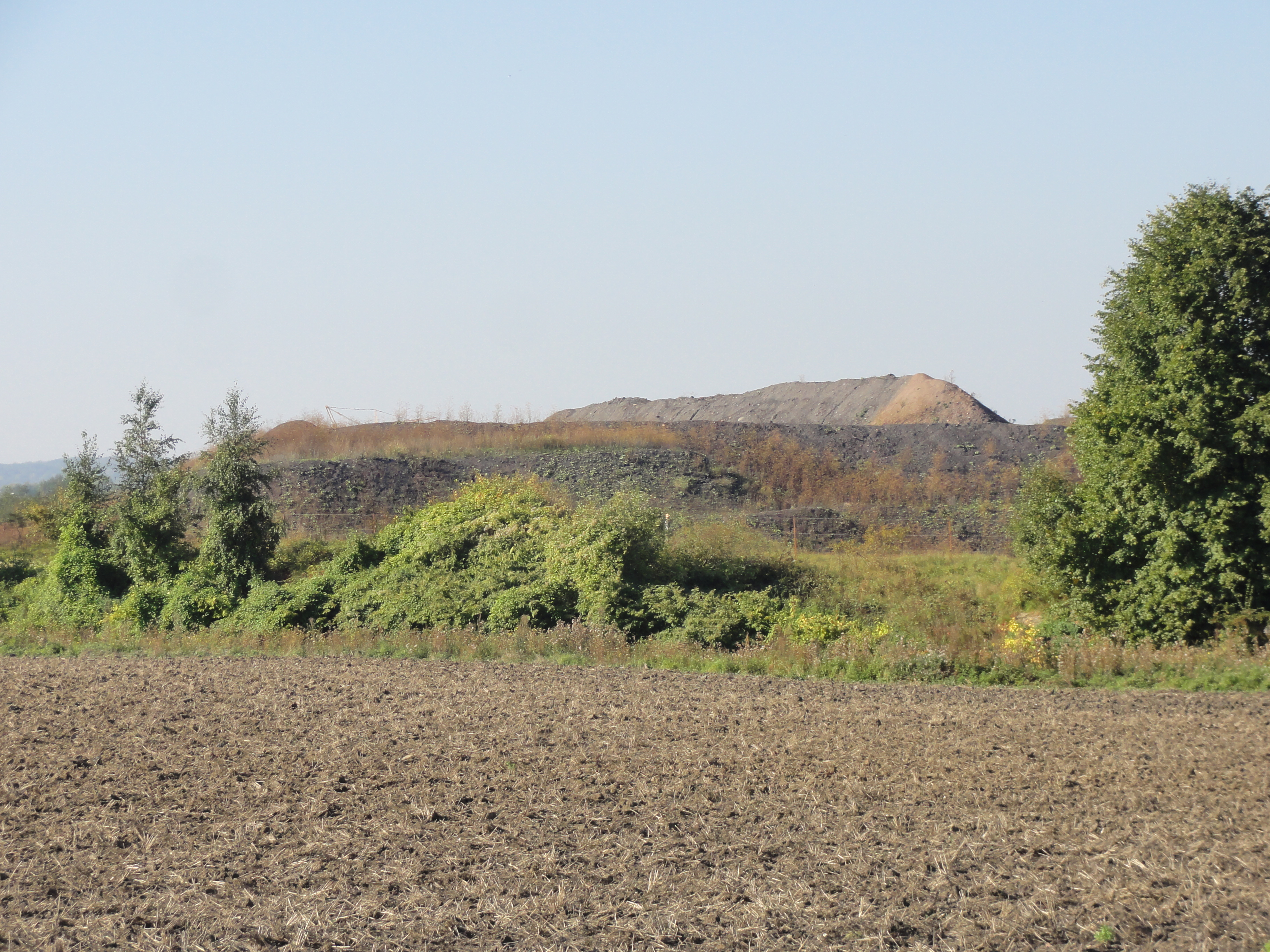
Les restes du terril.
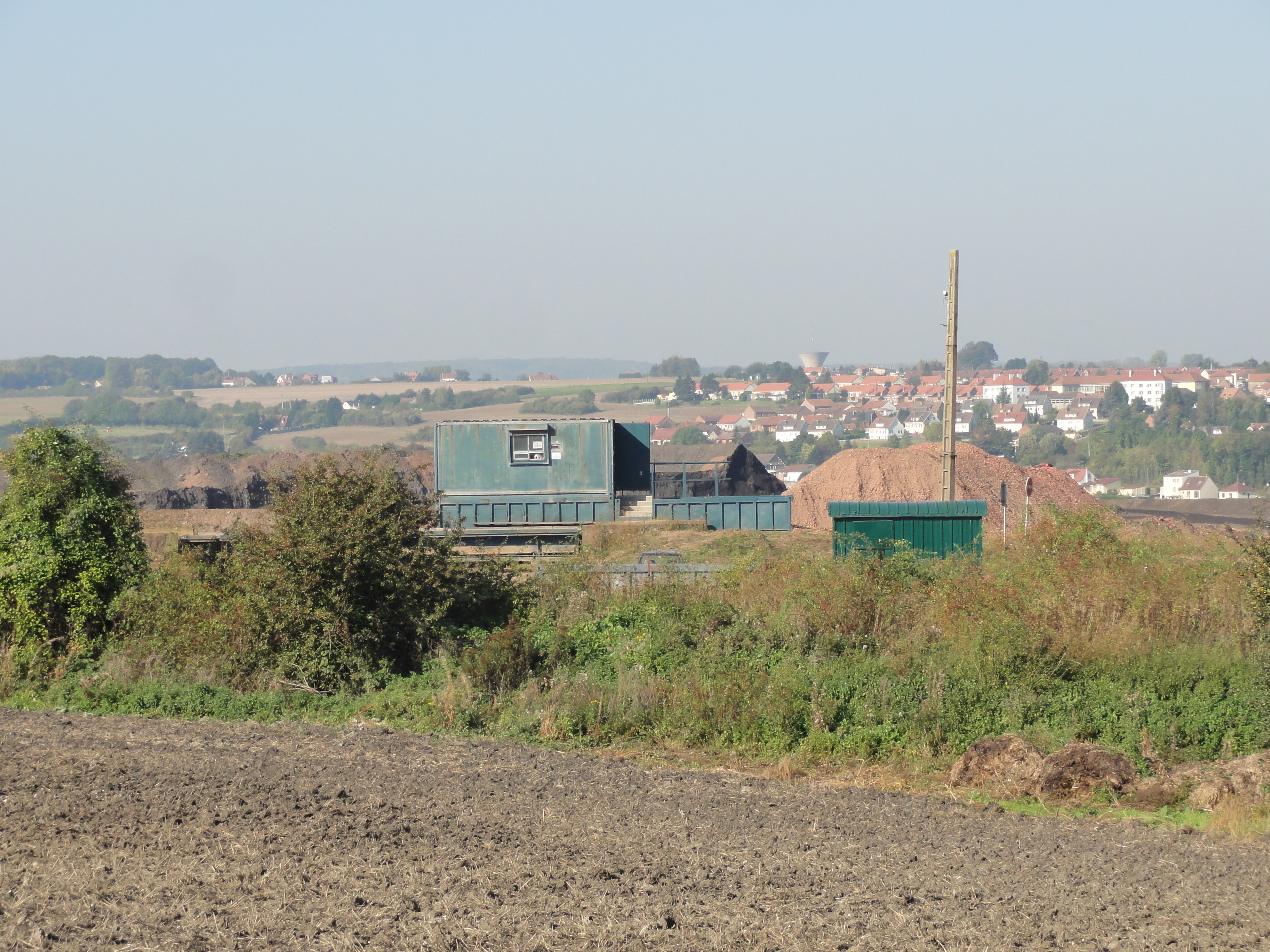
Le pont-bascule.

## Les cités
De vastes cités ont été construites entre les fosses nos 6 et 6 bis - 6 ter. Une partie des habitations est progressivement détruite au début des années 2010. Une autre cité a été complètement détruite, elle était située entre d'une part le terril no 15, 6 d'Auchel, et d'autre part les terrils nos 4 et 22, et la fosse no 2 bis - 2 ter. Les habitations de ces cités sont des modèles courants de la Compagnie de Marles.

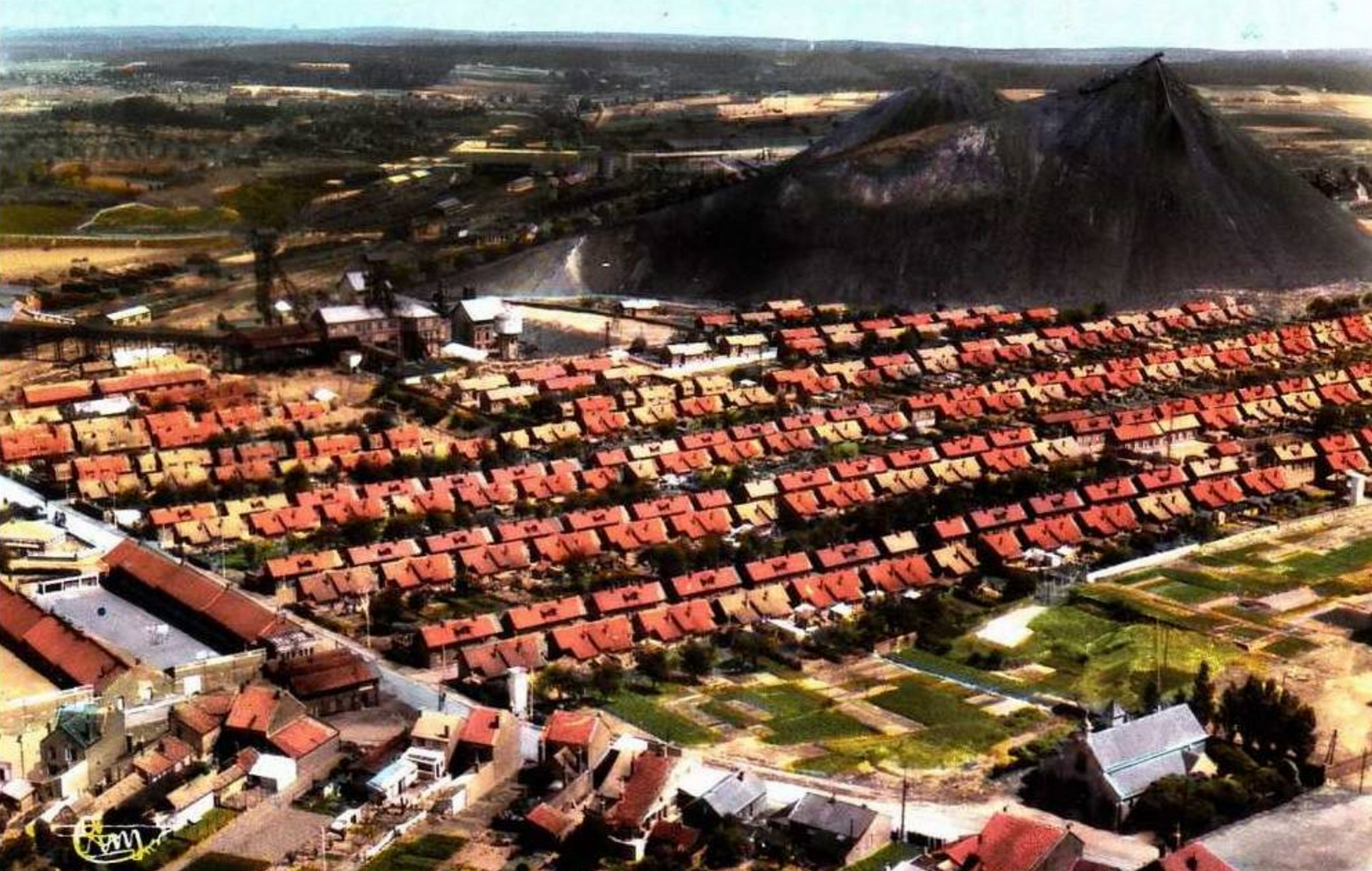
Photochrome des cités.
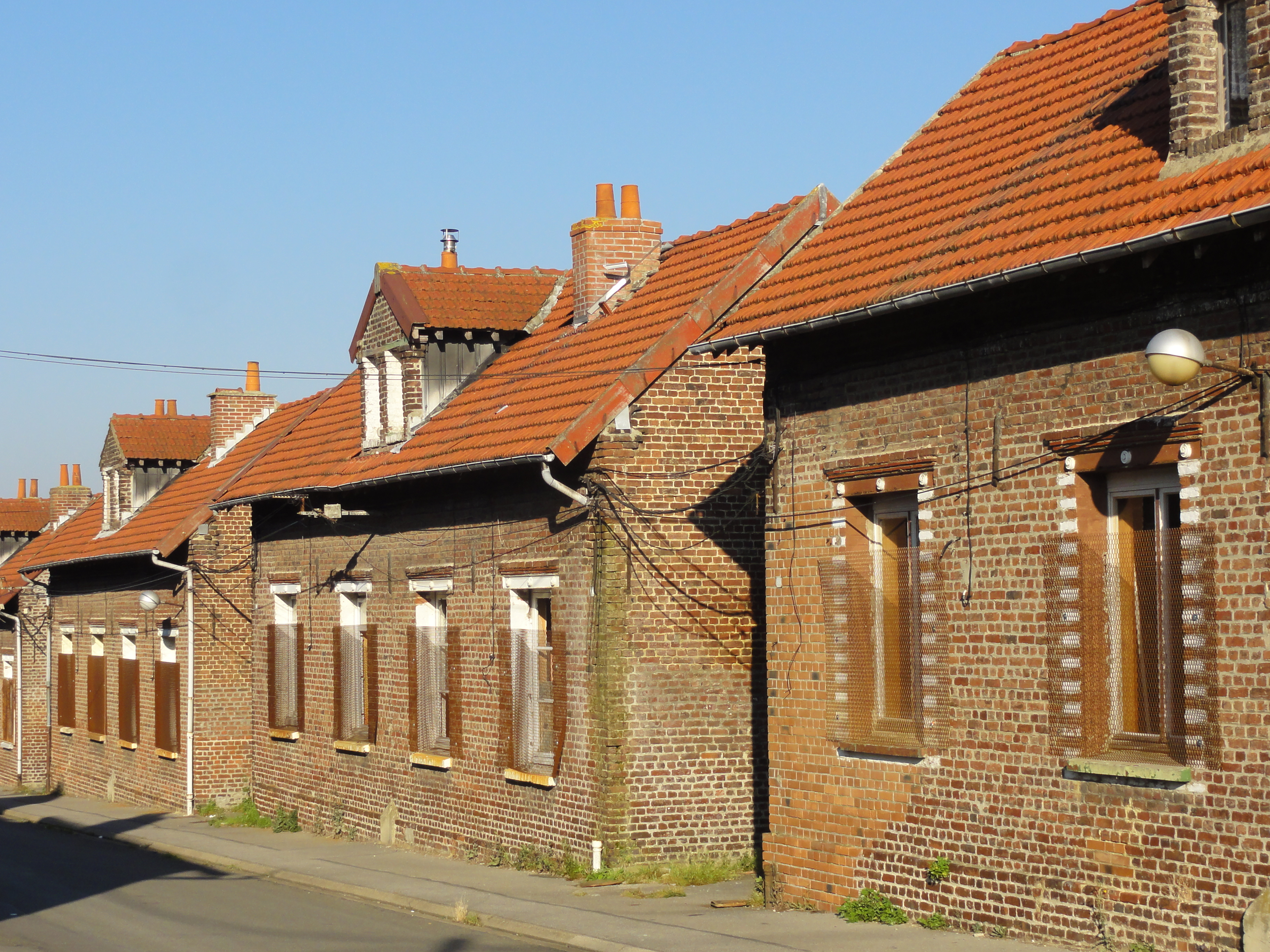
Habitations destinées à la démolition.
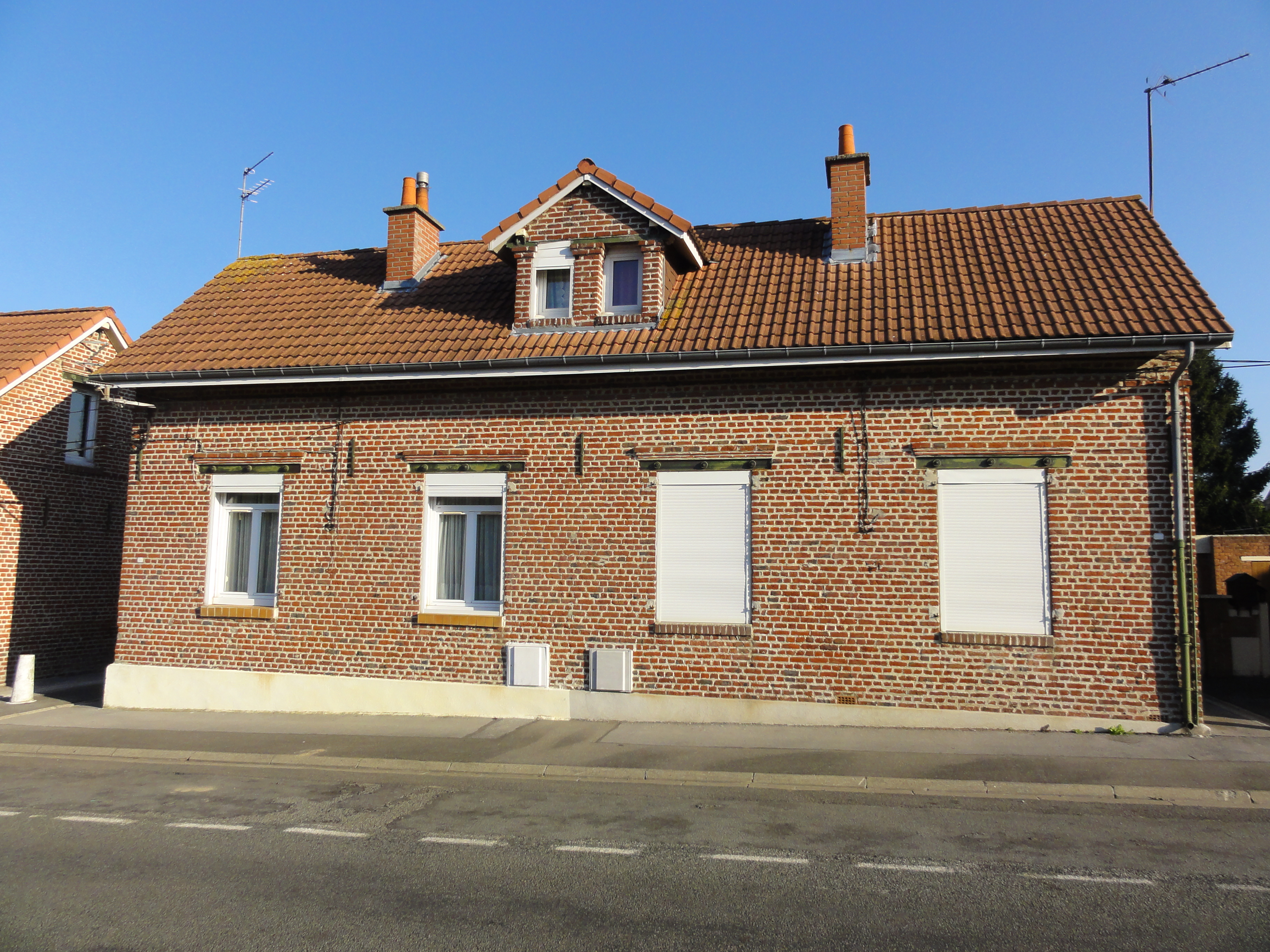
Habitations typiques de la Compagnie de Marles.
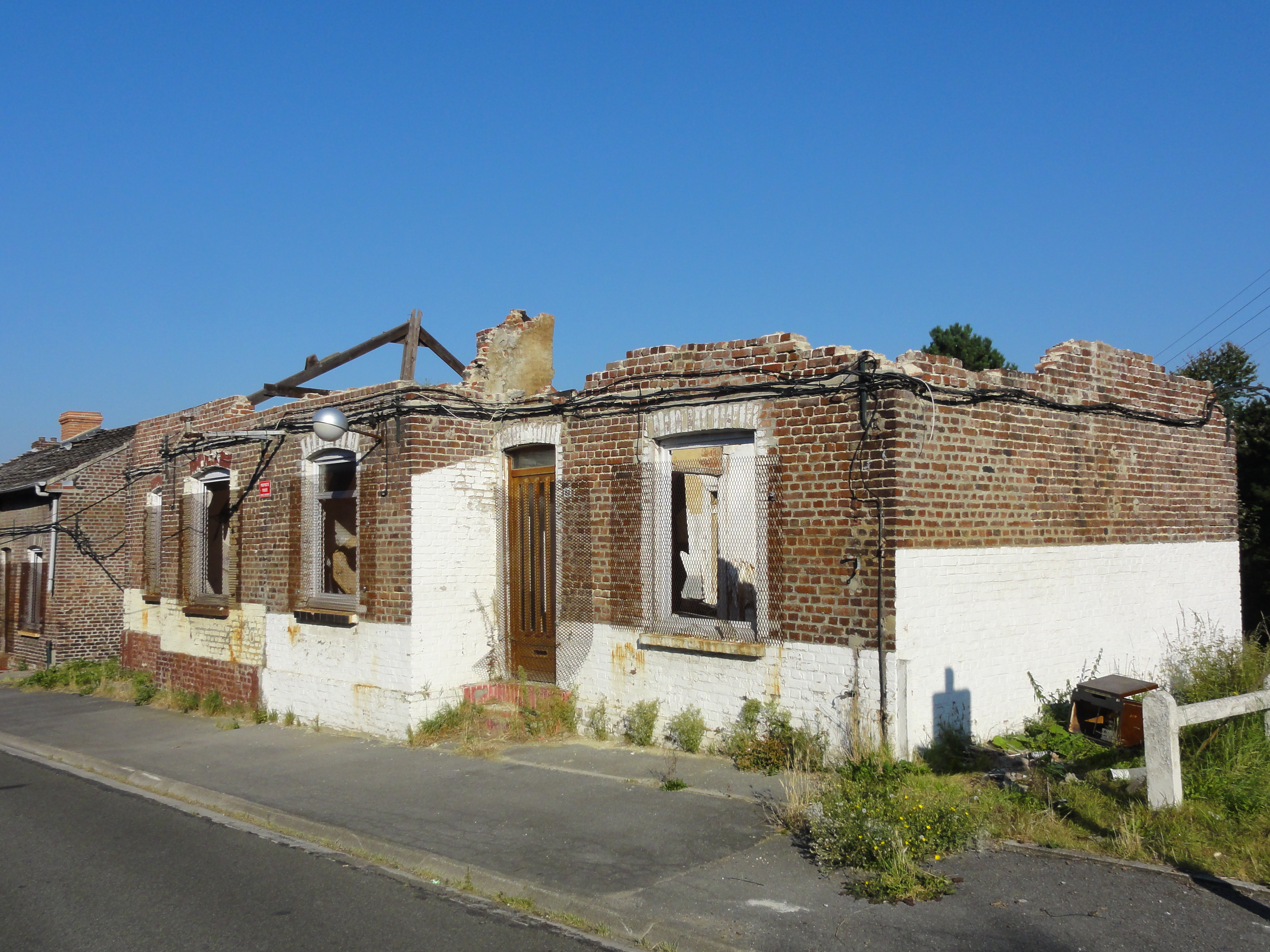
Habitations en ruine.
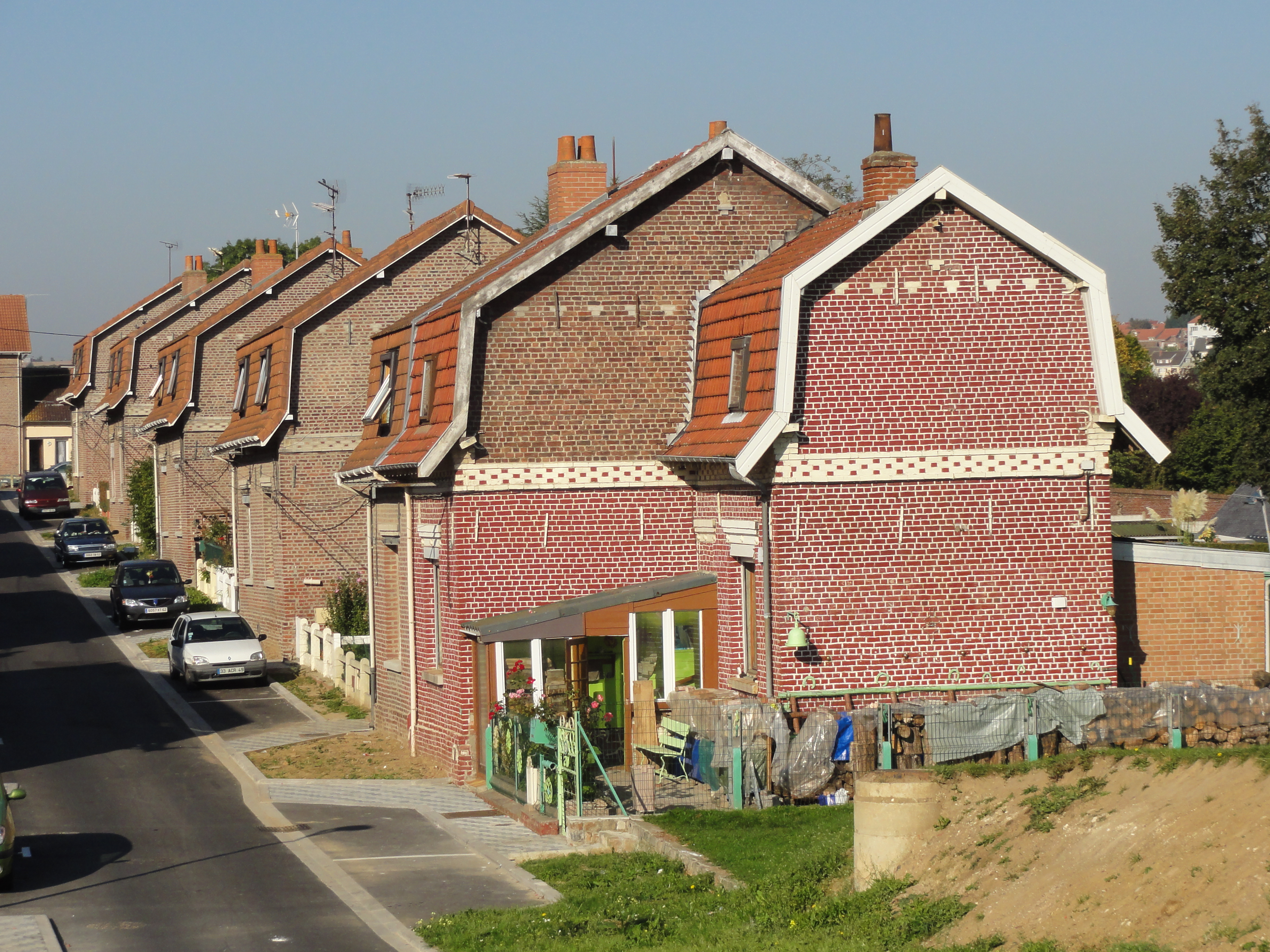
Habitations groupées par deux.
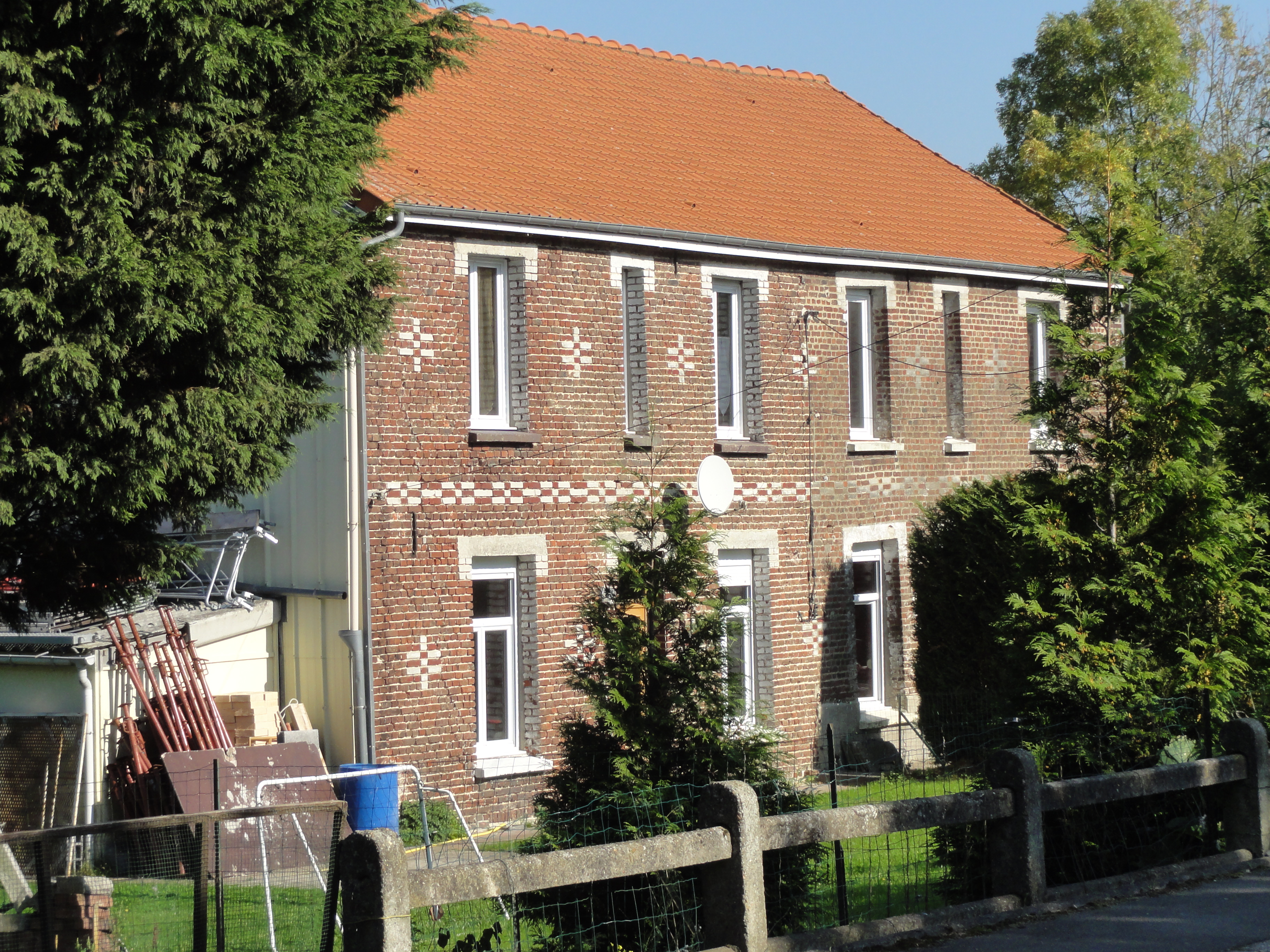
Habitations plus spacieuses, groupées par deux.

### Les écoles

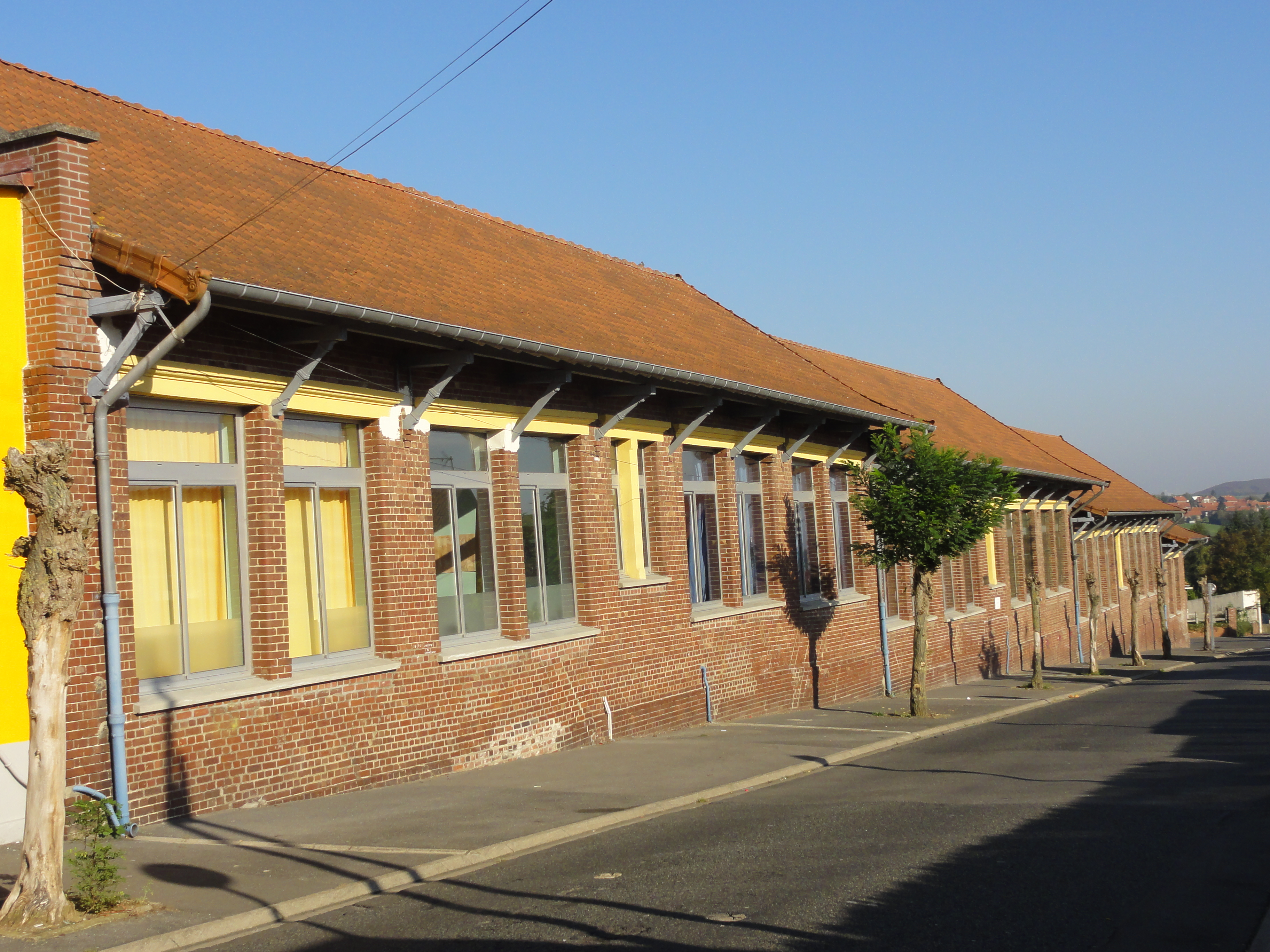
Les écoles.

50° 29′ 11″ N, 2° 29′ 33″ E
Des écoles relativement spacieuses ont été bâties dans la partie occidentale des cités. Il y a également un centre de santé médical à proximité.

### La chapelle
50° 29′ 05″ N, 2° 29′ 37″ E
Une chapelle avait été construite près de la fosse no 6. Elle a été démolie.